# Copacabana mon amour
Pour plus de détails, voir Fiche technique et Distribution.
Copacabana mon amour est un film brésilien réalisé par Rogério Sganzerla, sorti en 1970.

## Synopsis
Sônia Silk traine à Copacabana à Rio de Janeiro, avec le rêve de devenir chanteuse à la Rádio Nacional. Elle est la sœur de Vidimar, employé du docteur Grilo. 

## Fiche technique
- Titre français : Copacabana mon amour
- Réalisation : Rogério Sganzerla
- Scénario : Rogério Sganzerla
- Musique : Gilberto Gil
- Pays d'origine : Brésil
- Format : Couleurs - 35 mm - 2,35:1
- Genre : comédie
- Durée : 85 minutes
- Date de sortie : 1970

## Distribution
- Helena Ignez : Sônia Silk
- Joãozinho da Goméia : lui-même
- Otoniel Serra : Vidimar
- Paulo Villaça : docteur Grilo
- Laura Galano :
- Lilian Lemmertz :
- Guará Rodrigues :